# Факультет драматичного мистецтва (Белград)
Факультет драматичного мистецтва — підрозділ Академії мистецтв (Белград). Заснований 1948 року.

## Випускники
- Лільяна Благоєвич
- Петар Божович
- Світлана Бойкович
- Таня Бошкович
- Марія Віцкович
- Наталія Влахович
- Гордана Гаджич
- Аніца Добра
- Марія Каран
- Мір'яна Каранович
- Гордана Лукич
- Олівера Маркович
- Івана Міхіч
- Наташа Нінкович
- Сузана Петричевич
- Горіца Попович
- Невена Рістіч
- Сніжана Савич
- Йована Стоїлькович
- Бекім Фехмію
- Ніна Янковіч